# Bordshockey
Bordshockey är sporten som spelas med leksaken och sällskapsspelet ishockeyspel. Det består av en låda föreställande en isrink med spelare som rör sig i förbestämda spår och som manövreras med skjutbara spakar på kortsidorna. Det anordnas även tävlingar, både SM och VM i bordshockey. De skickligaste spelarna förmår blanda snabba och precisa kombinationer med lugn och sinne för taktik. Bordshockey kallas inte utan anledning för "schack i 100 km/h". Det finns två böcker på svenska om bordshockey – Bordshockeybibeln och Svenska Ishockeyspel.

## Historia
Spelet är uppfunnet av journalisten Bernt Unger, den 22 april 1937 inlämnade han en patentansökan för "Bordsfotbollsspel eller liknande", patentet SE 94507 beviljades 10 november 1938.
1939 sålde Unger en handgjord prototyp och patentet till systrarna Svenssons AB Aristospel i Stockholm. Spelet lämnades sedan över till bröderna Klas och Henrik Widegren på Lidingö, som fick uppgiften att modifiera det och det släpptes på marknaden under namnet Puck 1. Under kriget gjordes inga spel men från 1945 till 1957 var Aristospel ensamt på marknaden och excellerade i nya modeller som såldes i 100 000-tals exemplar och även gick på export till hockeyländer som Sovjetunionen, Tjeckoslovakien, Kanada och Finland. År 1957 gick patentet ut. Bolaget saluförde spelet till och med 1972, då företaget gick i konkurs.
De första spelen var fyrkantiga, men började på 1950-talet mer likna riktiga hockeyrinkar med riktiga hörn. Spelarnas klubbor var också på de äldre spelen runda bockade metallstänger, först i slutet av 1950-talet blev klubbbladen platta. Aristospel släppte 1956 ett minispel med endast tre spelare. Det blev dock ingen framgång. Under en period var även Alga ishockeyspel.
STIGA i Tranås sålde sitt första exemplar 1957. Stiga utvekclade redan 1958 sina hockeyspel med periodsignal, mållampor och tidur. Stiga hade allierat sig med Sven Tumba Johansson, pr-snille och nybliven världsmästare i riktig ishockey, och företaget har därefter helt dominerat den europeiska marknaden. Stiga utvecklade sedan spelet från enkla trä- och metallspel med platta plåtgubbar och raka spår, till dagens designade plastspel med tredimensionella plastspelare och spår i böjda banor bakom målburarna. Utvecklingen var en förutsättning för dagens mer komplicerade spelsätt. Idag dominerar Stiga den svenska marknaden och tillverkar cirka 100 000 spel per år, samt exporterar till övriga länder. Viktiga exportländer är Finland, Norge, Danmark, Tyskland, Schweiz, Tjeckien, Slovakien och Ryssland. De senaste åren har försäljningen i Nordamerika ökat lavinartat.
De första svenska mästerskapen i bordshockey spelades 1982. Den 10 maj 1987 bildades Svenska Bordshockeyförbundet (SBHF) i Göteborg. Som det nybildade förbundets första ordförande valdes Lars-Erik Svensson, Umeå. Han sågs som en enande kandidat mellan det sena 80-talets rivaliserande bordshockeystäder, Stockholm och Göteborg, som bland annat hade svårt att komma överens om lämplig höjd på de bord som användes under turneringar.
SBHF var det första nationella bordshockeyförbundet. Idag finns ytterligare ett tjugotal nationella förbund spridda över Europa och Nordamerika. Det första VM i bordshockey spelades i Globen i Stockholm 1989 och har sedan dess (med ett undantag, Brno 1992) spelats vartannat år.
De officiella turneringsspelen har sedan 1983 varit Stiga Play Off, som tillverkas av Stiga.

## Bordshockey internationellt

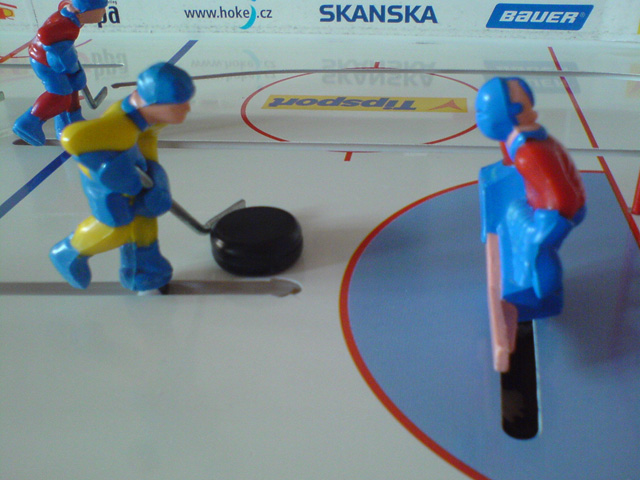
Kamp mellan två klassiska bordshockeynationer – Sverige och dåvarande Tjeckoslovakien.

Sporten har fått ett uppsving de senaste åren, framför allt internationellt där tillväxten sedan millennieskiftet varit explosionsartad jämfört med tidigare. Som en följd av detta startades hösten 2003 världens första stora internationella bordshockeyliga, EuroLeague. Säsongen 2005-2006 omvandlades EuroLeague till World Table Hockey Tour (WTHT) med tävlingar i 14 länder. Swedish Masters, Moscow Cup, Helsinki Open, Øresund Cup och Czech Open räknas vanligen till de mest prestigefyllda internationella turneringarna. Tidigare spelades även Nordiska mästerskap och en nordisk liga (NBL).
Sverige har vunnit 9 av de 17 VM-gulden för herrar, dock inget av de 8 senaste. Flest har Hans Österman (BHK Möllan Rouge) som vann 1997, 2001 och 2005. VM i Riga 2005 blev historiskt då Sverige för första gången förlorade lagguldet. Finland vann finalen med 11–9. På VM i Moskva 2007, återtog dock det svenska laget guldet efter finalrevansch mot Finland (11–9 i matcher). I juni 2009, då VM spelades i Budapest, ägde dock en scenförändring rum i sporten: de nordiska länderna hamnade för första gången utanför pallen; Sverige slutade fyra i lag-VM. Istället triumferade Ryssland (guld), Lettland (silver) och Tjeckien (brons). Även individuellt fick den svenska truppen ett magert resultat. Bäste svensk blev Hans Österman, som slutade femma.
Andra starka bordshockeynationer, förutom Sverige och Finland, är alltså – precis som VM i Budapest visade – Ryssland, Tjeckien och Lettland. De främsta nationerna, som länge stått i en klass för sig, brukar i bordshockeysammanhang kallas "Big Six" (även Norge brukar inkluderas här). På senare år har toppnationerna dock utmanats av länder som Ungern, Ukraina, Slovenien och Slovakien. Även Kanada och USA är på frammarsch. Nationella turneringar har dock även spelats på mer avlägsna platser som Samoa, Japan, Brasilien och Australien.

## Bordshockey i Sverige
I Sverige anordnar SBHF regelbundet tävlingar, allt från lokala ligor med 5–15 deltagare till SM med cirka hundra tävlande. Sporten är väl spridd över hela Sverige och det finns klubbar på många ställen i landet. Universitetsstäder som Lund, Umeå, Göteborg och Stockholm har sedan 1980-talets början varit ledande orter, men periodvis har även mindre orter som Enköping, Orsa, Piteå, Överum, Ljungby och Avesta hävdat sig väl. För närvarande finns de bästa svenska klubbarna i Lund (Avantgarde Lund), Stockholm (Björkhagen Rangers & NUHL8), Umeå (Umeå HSS), Örebro (Närke Bordshockey & United Stars) samt Piteå (Bröderna Grym). Dessa klubbar står sig väl även internationellt och ligger högt på ITHF:s klubbranking. De är dessutom arrangörer av lokala ligor (förkortas LL).
Profiler inom bordshockeyn är Göran Agdur (Orsa HSK), den förste svenske mästaren, Mikael Kratz (Orsa HSK), den förste världsmästaren, Jacob Lindahl (Umeå HSS), som vann 7 raka SM-guld under 1990-talet, och Hans Österman (NUHL8), åttafaldig svensk mästare och hittills den ende spelare som vunnit tre individuella VM-guld.

### Sveriges landslagsspelare vid EM 2012 i Riga
- Andreas Andersson, DAJM
- Henric Andersson, Atletico Göteborg
- Martin Arenlind, DAJM
- Jimmy Eklund, DAJM
- Olle Eriksson, Björkhagen Rangers
- David Freseus, Umeå HSS
- Truls Månsson, Björkhagen Rangers
- Jimmy Mårdell, Björkhagen Rangers
- Rickard Sjöstedt, BHK Möllan Rouge
- Peter Östlund, Umeå HSS

### Sveriges landslagsspelare vid VM 2013 i Stavanger
- Henric Andersson, Atletico Göteborg
- Martin Arenlind, DAJM
- Calle Bindekrans, BJC Laimite Riga
- David Freseus, Umeå HSS
- Finn Fries, BHK Möllan Rouge
- Lars Henriksson, Bröderna Grym
- Oscar Henriksson, Bröderna Grym
- Jimmy Mårdell, Björkhagen Rangers
- Thomas Petersson, Stockholms IK
- Peter Östlund, Umeå HSS

### Sveriges landslagsspelare vid VM 2015 i St. Petersburg
- Hans Österman, BHK Möllan Rouge
- Calle Bindekrans, BJC Laimite Riga
- Oscar Henriksson, Bröderna Grym
- Peter Östlund, Umeå HSS
- Markus Nilsson, Spjass Invaders
- Lars Henriksson, Bröderna Grym
- Jimmy Mårdell, Umeå HSS
- Truls Månsson, Björkhagen Rangers
- Tomas Åberg, Bröderna Grym

### Sveriges landslagsspelare vid VM 2017 i Liberec
- Hans Österman, BHK Möllan Rouge
- Oscar Henriksson, Bröderna Grym
- Joakim Lundin, United Stars
- Markus Nilsson, Spjass Invaders
- Anders Ekestubbe, United Stars
- Peter Östlund, Umeå HSS
- Fredric Axelsson, Spjass Invaders
- Rickard Sjöstedt, BHK Möllan Rouge
- Martin Lundén, Spjass Invaders
- Fidde Hansson, United Stars
- Emil Larsson, Spjass Invaders

### Sveriges landslagsspelare vid VM 2019 i Minsk
- Peter Östlund, Umeå HSS
- Lars Fridell, 2015 United
- Truls Månsson, Björkhagen Rangers
- Emil Larsson, Spjass Invaders
- Olof Blume, Björkhagen Rangers
- Stefan Lemming, United Stars
- Björn Svedman, Björkhagen Rangers
- Anton Jalneskog, Bröderna Grym

### Andra kända svenska spelare
- Göran Agdur, Orsa HSK
- Jacob Lindahl, Umeå HSS
- Hans Österman, BHK Möllan Rouge